# Jezioro Wiecanowskie
Jezioro Wiecanowskie – jezioro w Polsce, położone w województwie kujawsko-pomorskim, w powiecie mogileńskim, w gminie Mogilno, na terenie Pojezierza Żnińsko-Mogileńskiego.

## Charakterystyka
Jezioro posiada urozmaiconą, lecz bezleśną linię brzegową. Nad wschodnim brzegiem znajduje się sezonowe kąpielisko i ośrodek turystyczny. Na jeziorze znajduje się wysepka o powierzchni 0,4 ha. Z jeziora Wiecanowskiego wypływa również rzeka Panna (dopływ Noteci).

## Dane morfometryczne
Powierzchnia zwierciadła wody według różnych źródeł wynosi od 253,0 ha do 300,0 ha. Zwierciadło wody położone jest na wysokości 90,8 m n.p.m. lub 91,3 m n.p.m. Średnia głębokość jeziora wynosi 3,1 m lub 3,2 m, natomiast głębokość maksymalna 7,6 m.
W oparciu o badania przeprowadzone w 2003 roku wody jeziora zaliczono do III klasy czystości i III kategorii podatności na degradację. W latach 1983 i 1994 wody jeziora również zaliczono do III klasy czystości.